# Aleth Guzman-Nageotte
Pour les articles homonymes, voir Guzmán.
Aleth Guzman-Nageotte, née le 13 avril 1904 à Dijon et morte le 23 février 1978 à Paris, est une sculptrice et médailleuse française.

## Biographie
Aleth Jeanne Antoinette Guzman naît le 13 avril 1904 à Dijon,. Son père, Miguel Guzman (1870-1960), compositeur et titulaire des Grandes-Orgues de Notre-Dame de Dijon, s’occupe de son éducation artistique. Elle devient titulaire de l’orgue de l’Église Saint-Pierre de Dijon dès 1920.
En art, Aleth Guzman étudie avec le maître aquarelliste Paul Lippe (1866-1926) avant de rentrer à l'École des beaux-arts de Dijon sous la direction d'Ovide Yencesse, puis elle rejoint en 1924 l'École nationale supérieure des beaux-arts de Paris dans les ateliers de Henri-Auguste-Jules Patey et de Paul-Marcel Dammann pour la gravure, et de François-Léon Sicard et d'Henri Bouchard pour la sculpture.
En 1926, elle est reçue première au premier essai du Concours de Rome. En 1927, elle obtient le Premier Prix Chenavard (gravures en médailles), et entre l'année suivante dans l’atelier de sculpture d'Auguste Carli.
En 1929, Aleth Guzman obtient le premier grand prix de Rome en gravure de médaille et pierre fine,. C’est la première fois que ce prix est décerné à une femme.
Entre 1930 et 1933, elle séjourne à Rome à la Villa Médicis comme pensionnaire de l'Académie de France,.
Elle représente la France comme membre correspondante de la National Sculpture Society (en) (États-Unis),.
Elle épouse, en juin 1939, Eugène Ocip Nageotte (chevalier de la Légion d’Honneur), avec qui elle aura deux enfants.
Aleth Guzman meurt à Paris (7e arrondissement de Paris) le 23 février 1978,.
Son œuvre comprend dix épées d'honneur réalisées pour des membres de l'Académie des beaux-arts, de nombreuses médailles de qualité, des plaquettes et des projets de pièces pour la Monnaie de Paris ainsi que des bustes-portraits, notamment Femme turque (ivoire, vers 1935).

## Médailles
- La Syrie : gravée en 1934, comprenant à l'avers un chevalier armé et cuirassé sur un cheval bondissant avec, à l’arrière plan, un château et, dans le champ la signature de l'artiste. Au revers, une femme voilée, allongée dans un pré, à côté d’un cerf et sur le haut de la médaille, l'inscription « Syrie »[8] ;
- Gustave Eiffel : médaille de bronze représentant sur l'avers la tête de Gustave Eiffel, ses dates de naissance et de décès (1832 et 1923) de part et d’autre du cou et la légende « GUSTAVE EIFFEL ». Sur le revers, la tour Eiffel avec, en-dessous, la date 1889 et la signature de Guzman[9] ;
- Centenaire de la naissance de Henri Poincaré : l'avers représente Poincaré de profil. La médaille se trouve à l'entrée de l'institut Henri Poincaré[10].
- Paul Léautaud (1872-1956) : médaille en bronze frappée en 1973. D'après André Rouveyre. Diamètre 68 mm. Poids 139 grammes. Poinçon Corne d'abondance sur la tranche lisse. Présentée dans une boite bleue Monnaie de Paris.